# PRIDE格斗锦标赛
Pride格鬥錦標賽，是一個曾經在日本運作的職業混合武術格鬥團體。
1997年的10月11日，Pride在東京巨蛋舉行旗揚戰。直至最後停止運作為止，Pride總計舉辦了68場的大會。Pride一共運作了10年，在這10年當中他可以說是世界上水準最高，最受觀眾歡迎的職業混合武術格鬥團體。全盛時期的聲勢與動員人數，連UFC都比不上。
在職業混合武術格鬥的商業史上，動員人數最多的前兩場比賽，都是由Pride所舉辦。2002年8月22日所舉辦的Pride ShockWave 2002大會，吸引了超過七萬名的觀眾進場觀賽。人數之多，擠爆了舉辦比賽的東京 國立霞丘陸上競技場。這也是職業混合武術格鬥史上，觀客人數最多的一場比賽。至於觀客人數第二多的比賽，則是2003年11月9日所舉辦的Pride Final Conflict 2003，吸引了67,450名觀眾。
2007年的3月，Dream Stage Entertainment公司，將其所擁有的Pride股票賣給了UFC的兩位股東Lorenzo Fertitta 和 Frank Fertitta III。透過合法的併購，UFC方面希望和Pride完成結合與合作。Pride在全球的員工都遭到了解雇，此舉也象徵著Pride時代的結束。最後，Pride的員工決定和舉辦K-1的公司FEG結合。在2008年的2月，另外創立了一個新的混合武術格鬥聯盟DREAM格鬥賽。

## 歷史
Pride格鬥錦標賽原本是Kakutougi Revolution Spirits這個團體，為了要促成高田延彥和Rickson Gracie之間的對決，所舉辦的比賽，因為是第一場大會，所以就將之命名為Pride 1。這場比賽被視為既42年前，木村政彥與艾里奧·格雷西的對決之後，日本與巴西的再次決鬥。當時，木村政彥以精練的柔道技巧，打敗代表巴西柔術的Helio。而也正是因為有這一層的歷史淵源，所以這場比賽的賽前造勢，顯得特別的成功。
1997年的10月11日，東京巨蛋湧入47,000人觀賞這一場比賽。Pride 1引起了巨大的迴響與商業上的成功，從此之後，Pride就開始定期的舉辦比賽，成為一個常態性的職業混合武術格鬥團體。同時為了和當時已經有相當知名度的K-1競爭，Pride也開始在需要付費的有線電視頻道裡，撥放比賽的實況。
2000年，Pride舉辦了第一場的錦標賽。Pride表示：舉辦錦標賽的目的只有一個，那就是要找出世界上最厲害的格鬥家。最後這一年的錦標賽，由來自美國的馬克·科爾曼奪得冠軍。
2003年的1月13日，DSE的主席森下直之被人發現陳屍在飯店的房間裡，死因是上吊自殺。這件事，讓當時的Pride陷入群龍無首的混亂場面當中。坊間也有許多的揣策，認為死因並不單純。更糟糕的是，Pride的高獲利，讓日本的黑社會份子(有報導指稱為山口組)也想要趁此機會，進入Pride的經營高層。最後經過內部的會議與多方面的協調，決定由榊原信行接替擔任DSE的主席。
在2003年時，Pride舉辦了一個新系列的賽事：Bushido（武士道）。Bushido的賽事主要是針對輕量級的選手來設計，同時為了改進比賽的節奏與效率。Pride從Bushido系列開始實施新的回合時間規定。在新的規定裡面，比賽僅分成兩個回合。第一回合十分鐘；第二回合五分鐘。Pride的這項新規定，非常有效的將整個比賽的節奏變的更明快。同時為了遏止選手消極的避戰，Pride也引進類似足球比賽的黃紅牌制度。
同樣是在2003年，Pride再度舉辦錦標賽制度的賽事。Pride每年都會挑選不同的量級進行錦標賽的賽事。例如2004年是重量級；2005年則是中量級。
2006年時，原本DSE很高興的宣布將和UFC結盟，進行選手的交流。11月時，將派出旗下的選手到美國參加UFC的賽事。但是這個消息，很快的就被UFC的總裁Dana White給否認。對於媒體的詢問，Dana只說：和日本人做生意，很難。留給了外人許多的想像空間。
即便和UFC的合作一再的失敗，但是Pride在商業上卻是相當的成功。就連原本人氣在Pride之上的K-1，收視率和觀客數都開始被Pride給超越了。2006年10月21日，Pride猛龍過江，在美國本土進行了首場的海外賽事：Pride 32：The Real Deal。這場在拉斯維加斯所舉行的比賽，吸引了11,727名的美國觀眾。
2006年的6月，富士電視台宣布終止和Pride所簽訂的轉播契約。因為他們認為Pride恃寵而驕，對於原訂的合約內容多所怨言與不遵守。失去了富士電視台的轉播，代表著失去了職業運動聯盟最重要的一筆資金來源：電視轉播權利金。任何一個職業聯盟一旦失去轉播權利金，都將嚴重威脅聯盟的運作與生存，Pride也不例外。但是Pride對外表示公司的營運依然正常，不會有任何的影響。
2006年底時，Pride為了要展現氣勢，破除坊間對於Pride的財務狀況的臆測。Pride決定要邀請美國的重量級拳擊冠軍：邁克·泰森（Mike Tyson），到日本參加Pride的比賽。但是由於日本外務省不發簽證給前科累累的泰森，所以這場比賽舉辦的機會，變得微乎其微。原本，Pride想藉著這個機會，將比賽移師到澳門舉辦，但是又因為受限於當地法律的因素，所以最後這場比賽的構想還是失敗了。
2007年的3月27號，DSE的總裁榊原信行宣布了一個重大的消息：UFC已經決定要全面收購Pride的股票與合約，UFC與Pride即將要進行合併。這項合併是一個相當大的商業交易，UFC要一次將Pride的商標、比賽版權、選手合約全部都收購。根據日美雙方媒體的估計，這場交易的金額，應該有7000萬美金上下。
原本UFC高層打算要繼續在日本經營Pride的比賽，但是最後他們決定要將Pride停止運作。他們計畫要將Pride底下的選手，分配到他們旗下的兩個職業混合武術格鬥聯盟：UFC和WEC。
2007年的10月，Pride將旗下剩餘的員工全部給解雇，正式宣告走入歷史。

## PRIDE冠軍
- 錦標賽冠軍

| 年份／級別       | 冠軍              |
| ---------------- | ----------------- |
| 2000年／無差別級 | 馬克·科爾曼       |
| 2003年／中量級   | Wanderlei Silva   |
| 2004年／重量級   | 菲德·埃密利亞恩寇 |
| 2005年／中量級   | Mauricio Rua      |
| 2005年／次中量級 | Dan Henderson     |
| 2005年／羽量級   | 五味隆典          |
| 2006年／無差別級 | Mirko Filipović   |
| 2006年／次中量級 | 三崎和雄          |

- PRIDE目前的冠軍頭銜

| 級別     | 冠軍              | 奪冠時間                             |
| -------- | ----------------- | ------------------------------------ |
| 重量級   | Fedor Emelianenko | 2003年3月16日，PRIDE 25              |
| 中量級   | Dan Henderson     | 2007年2月24日，PRIDE 33              |
| 次中量級 | Dan Henderson     | 2005年12月31日，PRIDE Shockwave 2005 |
| 羽量級   | 五味隆典          | 2005年12月31日，PRIDE Shockwave 2005 |

## 外部連結
- PRIDE官方網站（页面存档备份，存于）